# Torben Grimmel
Torben Grimmel, né le 23 novembre 1975 à Odder, est un tireur sportif danois.

## Carrière
Torben Grimmel participe aux Jeux olympiques de 2000 à Sydney et remporte la médaille d'argent dans l'épreuve de la carabine 50 mètres tir couché.